# Портрет Ильи Фёдоровича Чернозубова
«Портрет Ильи Фёдоровича Чернозубова» — картина Джорджа Доу и его мастерской из Военной галереи Зимнего дворца.
Картина представляет собой погрудный портрет генерал-майора Ильи Фёдоровича Чернозубова из состава Военной галереи Зимнего дворца.
Во время Отечественной войны 1812 года полковник Чернозубов командовал ополченческим Донским казачьим полком своего имени, прибыл в Действующую армию с Дона в Тарутинский лагерь и тут же отличился при отражении атаки на лагерь французов, за отличие в сражении под Красным произведён в генерал-майоры. С начала Заграничного похода 1813 года сражался в Варшавском герцогстве и Германии, однако летом того же года тяжело заболел и вынужден был оставить армию.
Изображён в казачьем генеральском мундире лейб-гвардии Уланского полка, введённом в 1814 году, через плечо переброшена лядуночная перевязь. Справа на груди крест ордена Св. Владимира 4-й степени с бантом, золотые кресты «За взятие Очакова» и «За взятие Измаила», а также серебряная медаль «В память Отечественной войны 1812 года» на Андреевской ленте. Подпись на раме: И. Ѳ. Чернозубовъ 4й, Генералъ Маiоръ. Художник ошибочно не изобразил шейный крест ордена Св. Анны 2-й степени с алмазами, которым Чернозубов был награждён 4 декабря 1812 года, и нагрудный крест ордена Св. Георгия 4-го класса, который Чернозубов получил 17 августа 1813 года.
7 августа 1820 года Комитетом Главного штаба по аттестации Чернозубов был включён в список «генералов, заслуживающих быть написанными в галерею» и 20 мая 1822 года император Александр I приказал написать его портрет. Поскольку Чернозубов скончался летом 1821 года, то были предприняты меры по розыску его портрета-прототипа. 12 февраля 1823 года его вдова Марфа Яковлевна Чернозубова писала в Инспекторский департамент Военного министерства: «С умершего мужа моего генерал-майора Ильи Чернозубова портрет, запечатанный в ящик при сём к Вашему Превосходительству посылаю, уведомляя при том, что портрет сей писан в 1806 году, тогда как он имел от роду 40 лет и служил полковником, помер же в 1821 году, имевши от роду 58 лет. В течение того времени в лице перемена была очень малая, лишь в волосах сделалась небольшая проседь. Сверх написанных на портрете знаков впоследствии времени он пожалован ещё орденами С-го Владимира 4 степени с бантом и С-ой Анны 3 класса. Также при доставке сего портрета ко мне от неосторожности потерлись краски и от того оный несколько попортился, то я нижайше Ваше Превосходительство прошу, хотя одно лицо через живописца поправить и по окончании требующейся в нём надобности, не оставить возвратить ко мне».
Гонорар Доу был выплачен 25 апреля и 27 ноября 1823 года, портрет-прототип был возвращён владелице 18 декабря 1824 года. Портрет принят в Эрмитаж 7 сентября 1825 года. Портрет-прототип современным исследователям неизвестен.